# Zweinsveld

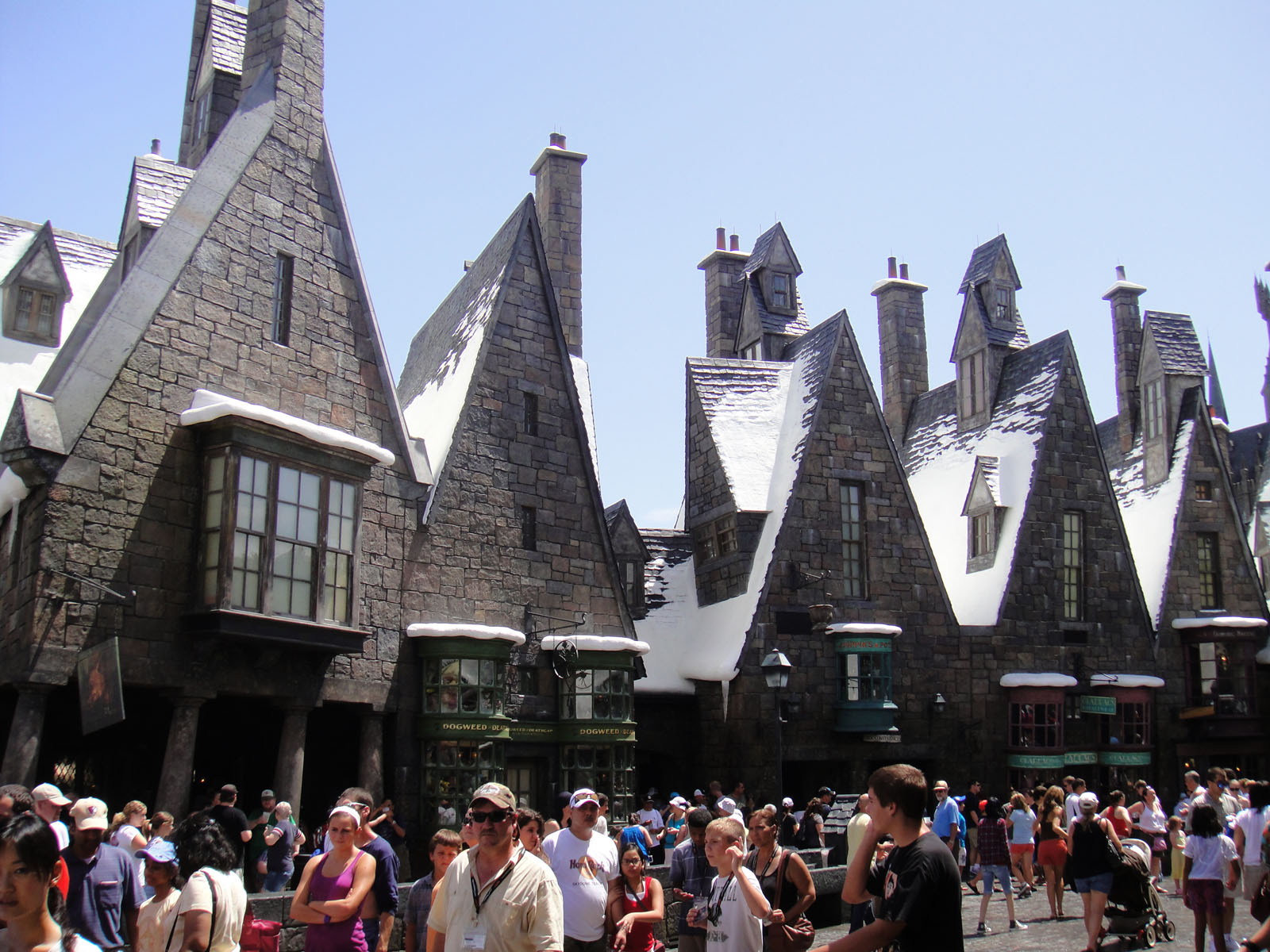
Winkels en gebouwen in Zweinsveld

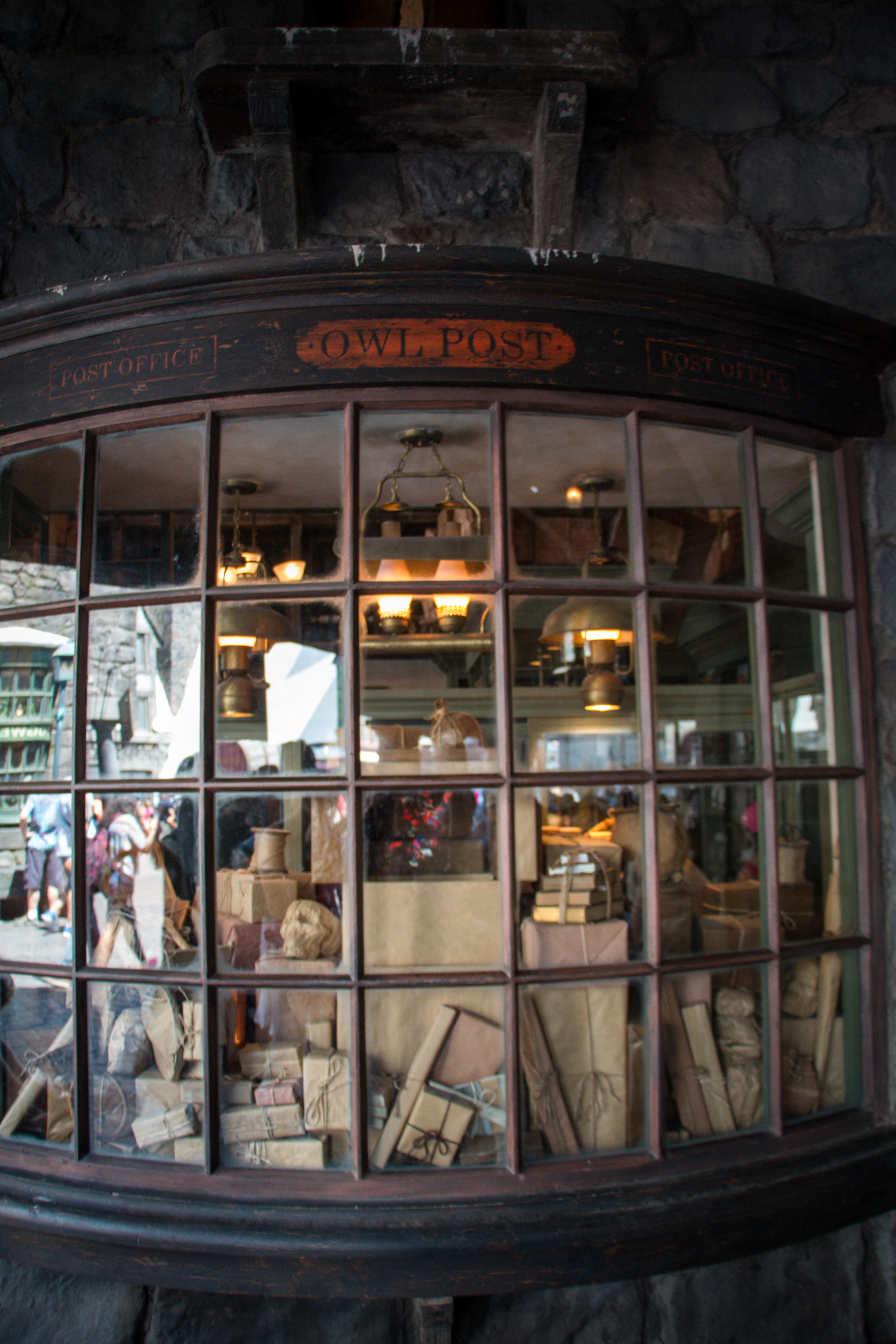
Postkantoor in Zweinsveld

Zweinsveld (Engels: Hogsmeade) is in de boekenreeks over Harry Potter van de Britse auteur Joanne Rowling een volledig magische plaats, waar geen enkele Dreuzel woont. Zweinsveld is de enige plaats in Groot-Brittannië waar dat voor geldt. Zweinsveld ligt naast de toverschool Zweinstein.
Veel mensen uit de magische wereld gaan naar Zweinsveld om inkopen te doen of gewoon gezellig in een café te gaan zitten. Leerlingen van Zweinstein mogen vanaf hun derde leerjaar in het weekeinde regelmatig naar Zweinsveld, mits ze daarvoor toestemming hebben gekregen van hun ouders of verzorgers.
De stichter van dit dorp is Hengist de Heksenziener (Engels: Hengist of Woodcroft). Hij werd uit zijn dorp weggepest door Dreuzels, waarna hij naar Schotland vertrok en daar het enige Dreuzelvrije dorp van Groot-Brittannië stichtte. Hengist leefde in de Middeleeuwen; wanneer precies is onbekend. De Drie Bezemstelen was volgens de geruchten zijn huis.

## Gebouwen in Zweinsveld
- De Drie Bezemstelen - Het café van madame Rosmerta.
- De Zwijnskop - Het alternatieve café, met een wat "gevarieerdere clientèle" dan De Drie Bezemstelen. De Zwijnskop wordt niet erg goed schoongehouden. De eigenaar van de Zwijnskop is Desiderius Perkamentus, de broer van Albus.
- Zacharinus' Zoetwarenhuis - Winkel voor magisch snoepgoed.
- Bernsteen & Sulferblom - Winkel voor magische instrumenten.
- Zonko's Fopmagazijn - Winkel voor magische fopartikelen.
- Pluimplukkers Verenwinkel - Winkel voor schrijfwaren.
- Madame Kruimelaars - Een theehuis.
- Voddeleurs Couture voor de Modebewuste Magiër - Een kledingzaak.  Filialen staan in Londen en Parijs.
- Een postkantoor met minstens driehonderd uilen. Het tariefsysteem werkt met kleurcodes, die aangeven hoe snel de zending bezorgd moet worden.
- Krijsende Krot, een verlaten krot op een heuvel, waarvan wordt gezegd dat het spookt. Het bood onderdak aan Remus Lupos in diens tienerjaren op Zweinstein.